# Малта на Светском првенству у атлетици на отвореном 2013.
Малта је на Светском првенству у атлетици на отвореном 2013. одржаном у Москви од 10. до 18. августа учествовала четрнаести пут, односно учествовала је на свим првенствима до данас. Репрезентацију Малте представљао је један такмичар који се такмичио у трци на 400 метара.
На овом првенству Малта није освојила ниједну медаљу. Није било нових националних, личних и рекорда сезоне.

## Учесници
Мушкарци:
- Кевин Мур — 400 м

## Резултати

### Мушкарци
| Атлетичар | Дисциплина | Лични рекорд | Квалификације | Квалификације | Полуфинале           | Полуфинале           | Финале               | Финале       | Детаљи |
| Атлетичар | Дисциплина | Лични рекорд | Резултат      | Место         | Резултат             | Место                | Резултат             | Место        | Детаљи |
| --------- | ---------- | ------------ | ------------- | ------------- | -------------------- | -------------------- | -------------------- | ------------ | ------ |
| Кевин Мур | 400 м      | 46,13        | 47,52         | 5 гр 5        | Није се квалификовао | Није се квалификовао | Није се квалификовао | 28 / 32 (35) |        |